# Río Cutari

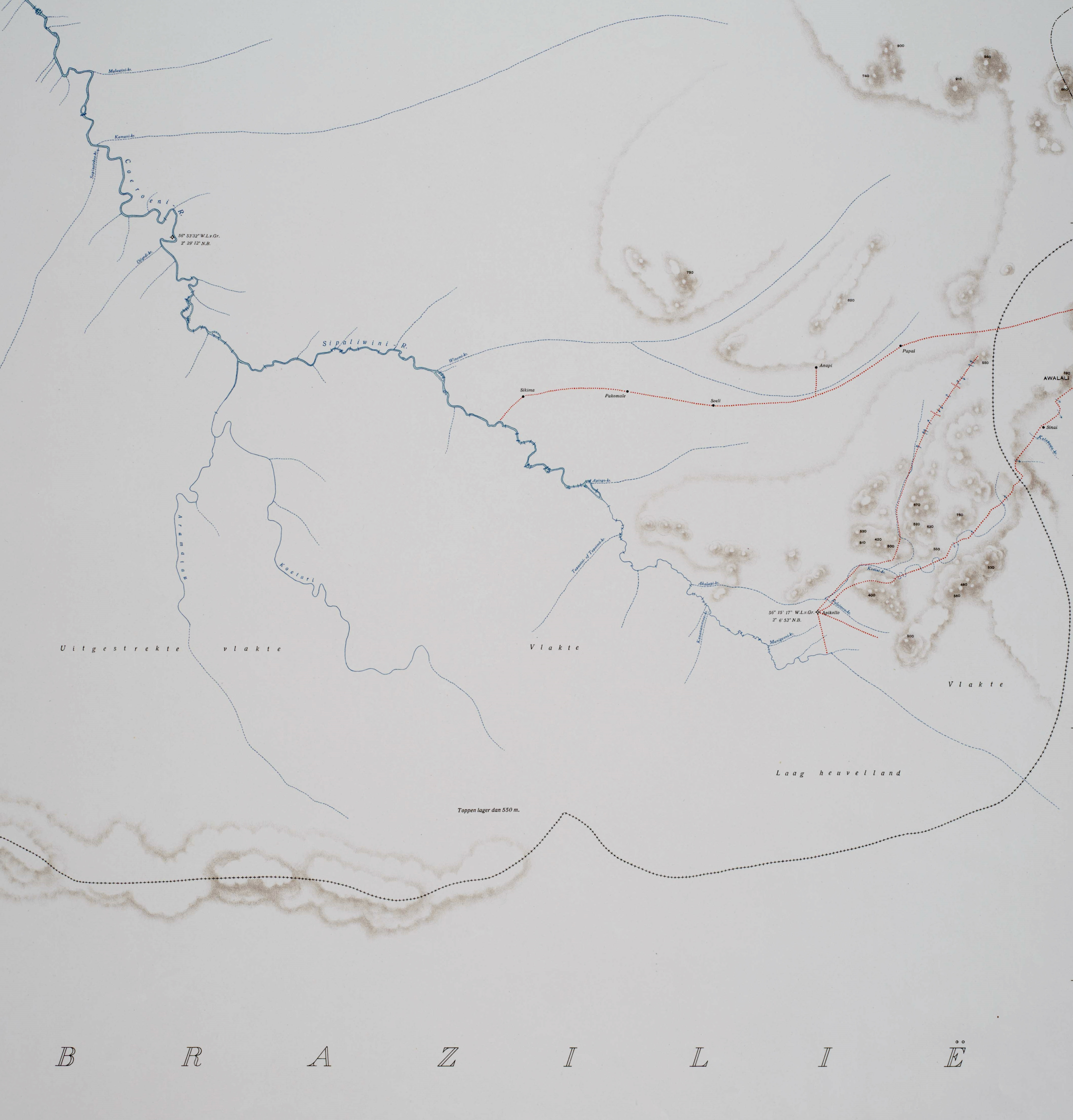
Rios Armamatau, Cutari y Sipaliwini, 1930

El río Cutari (también denominado Kutari, Cutarikreek, Koetarikreek o Koetari) es un pequeño río que fluye en la zona sur de Surinam, en el distrito de Sipaliwini. El Cutari fluye atravesando el distrito de Curuni, cerca de la villa Kwamalasamutu, y es afluente del río Curuni.